# Démétrios Paléologue (fils d'Andronic II)
Pour les articles homonymes, voir Démétrios Paléologue.
Démétrios Ange Doukas Paléologue (en grec: Δημήτριος Ἄγγελος Δούκας Παλαιολόγος), né vers 1295 et mort après 1343 était le fils de l'empereur byzantin Andronic II Paléologue qui a régné de 1282 à 1328 et de sa seconde épouse, Irène de Montferrat.

## Biographie
Né vers 1295, Démétrios est le plus jeune des fils d'Andronic II. Vers 1304, il est envoyé à la cour du souverain serbe Uros II Milutin auprès de sa sœur Simone qui avait épousé le roi serbe. Son séjour fut court et il revint bientôt à Constantinople. En 1306, il est nommé despote. Pendant la guerre civile byzantine de 1321-1328, Démétrios prend le parti de son père contre son neveu, Andronic III. En 1327-1328, lors de la deuxième guerre civile, il sert comme gouverneur de Thessalonique. Finalement, il est contraint de fuir en Serbie, tandis que Andronic III réussit à emprisonner sa femme et ses enfants. Démétrios retourne à Constantinople après la victoire finale d'Andronic III. Il est accusé d'avoir conspiré contre son neveu, l'empereur ne se montrant pas désireux de le poursuivre de sa vindicte. On perd sa trace après 1343.
Démétrios a également été un théologien accompli et un peintre en miniature. L'identité de sa femme n'est pas établie. Par elle, il a eu une fille, la future impératrice Irène, épouse de Mathieu Cantacuzène.

## Source
- (en) Cet article est partiellement ou en totalité issu de l’article de Wikipédia en anglais intitulé « Demetrios Palaiologos (son of Andronikos II) » (voir la liste des auteurs).